# Trichoplexia contradicta
Trichoplexia contradicta là một loài bướm đêm trong họ Noctuidae.